# Liste der Botschafter der Vereinigten Staaten in Costa Rica

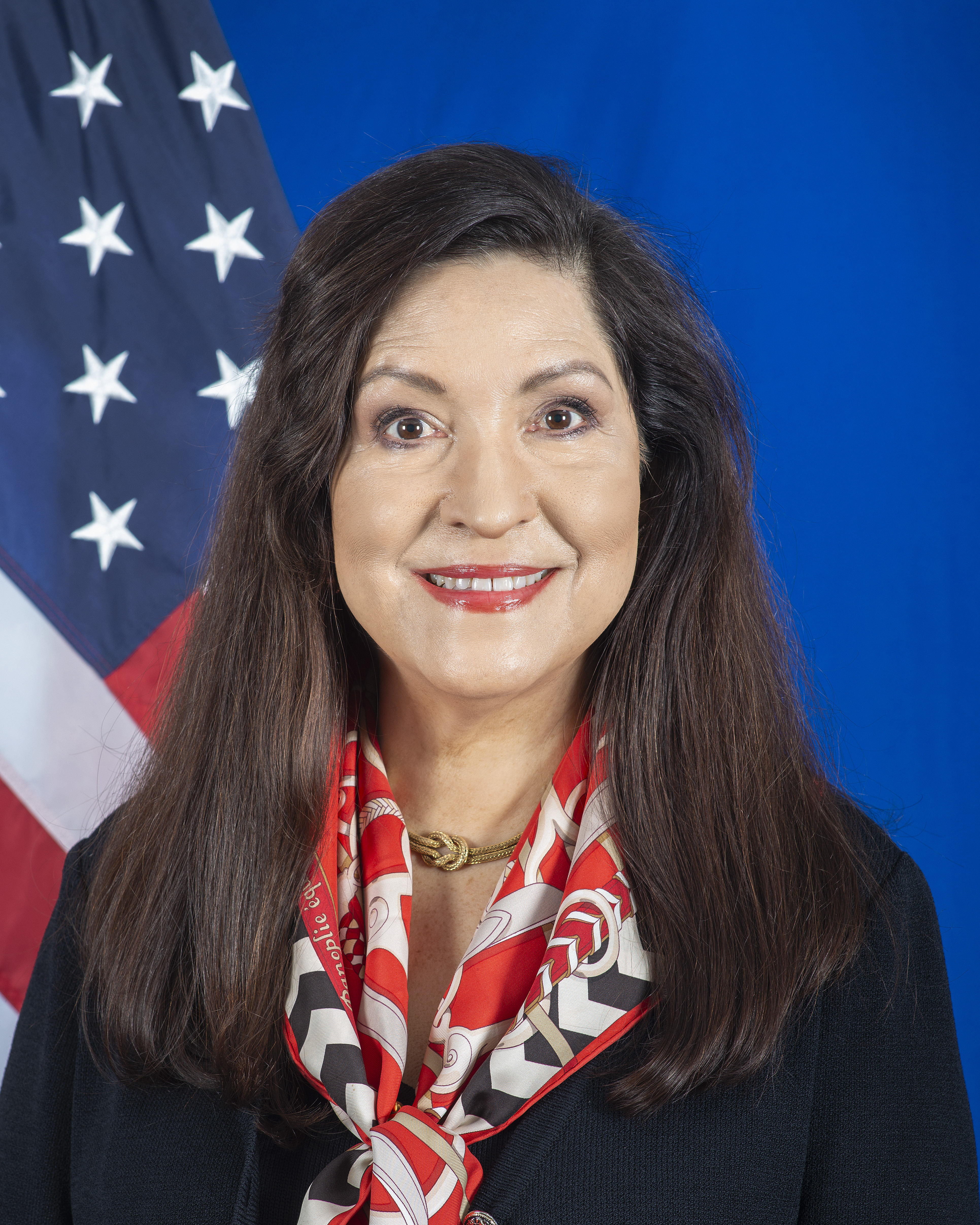
Cynthia A. Telles, derzeitige Botschafterin in Costa Rica

Der Botschafter der Vereinigten Staaten von Amerika in Costa Rica ist der bevollmächtigte Botschafter (bis 1945 Gesandter) der Vereinigten Staaten von Amerika in Costa Rica.

## Botschafter
| Amtszeit  | Name                          | Bemerkungen |
| --------- | ----------------------------- | --- |
| 1858–1859 | Mirabeau Buonaparte Lamar     | Minister Resident, zeitgleich Minister Resident in Nicaragua, stationiert in Managua                                                                        |
| 1859–1861 | Alexander Dimitry             | Minister Resident, zeitgleich Minister Resident in Nicaragua, stationiert in Managua                                                                        |
| 1861–1867 | Charles N. Riotte             | Minister Resident |
| 1867–1868 | Albert Gallatin Lawrence      | Minister Resident |
| 1868–1873 | Jacob Beeson Blair            | Minister Resident |
| 1873–1879 | George McWillie Williamson    | Minister Resident, zeitgleich Minister Resident in El Salvador, Guatemala, Honduras und Nicaragua, stationiert in Guatemala City                            |
| 1879–1882 | Cornelius Ambrose Logan       | Minister Resident, zeitgleich Minister Resident in El Salvador, Guatemala, Honduras und Nicaragua, stationiert in Guatemala City                            |
| 1882–1889 | Henry Cook Hall               | Als Minister Resident und Envoy akkreditiert, zeitgleich Minister Resident in El Salvador, Guatemala, Honduras und Nicaragua, stationiert in Guatemala City |
| 1889–1890 | Lansing B. Mizner             | Zeitgleich Envoy in El Salvador, Guatemala, Honduras und Nicaragua, stationiert in Guatemala City                                                           |
| 1891      | Romualdo Pacheco              | Zeitgleich Envoy in El Salvador, Guatemala, Honduras und Nicaragua, stationiert in Guatemala City                                                           |
| 1891–1893 | Richard Cutts Shannon         | Zeitgleich Envoy in El Salvador und Nicaragua, stationiert in Managua                                                                                       |
| 1893–1897 | Lewis Baker                   | Zeitgleich Envoy in El Salvador und Nicaragua, stationiert in Managua                                                                                       |
| 1898–1907 | William Lawrence Merry        | Zeitgleich Envoy in El Salvador und Nicaragua, stationiert in San José                                                                                      |
| 1907–1908 | William Lawrence Merry        | Zeitgleich Envoy in Nicaragua, stationiert in San José |
| 1908–1911 | William Lawrence Merry        | |
| 1911      | Lewis David Einstein          | |
| 1913–1917 | Edward Joseph Hale            | Abbruch Diplomatischer Beziehungen nach Staatsstreich gegen costa-ricanischen Präsident Alfredo González Flores                                             |
| –1918     | Stewart Johnson               | Chargé d’Affaires ad interim |
| 1920–     | John Funk Martin Jr.          | Chargé d’Affaires ad interim |
| 1921–1922 | Walter Clarence Thurston      | Chargé d’Affaires ad interim |
| 1922–1930 | Roy Tasco Davis               | |
| 1930–1933 | Charles Christopher Eberhardt | |
| 1933–1937 | Leo R. Sack                   | |
| 1937–1941 | William Harrison Hornibrook   | |
| 1941–1942 | Arthur Bliss Lane             | |
| 1942–1943 | Robert McGregor Scotten       | |
| 1943–1944 | Fay Allen Des Portes          | |
| 1945–1947 | Hallett Johnson               | |
| 1947      | Walter Joseph Donnelly        | |
| 1948–1949 | Nathaniel Penistone Davis     | |
| 1949–1950 | Joseph Flack                  | |
| 1951–1953 | Philip Bracken Fleming        | |
| 1953–1954 | Robert Charles Hill           | |
| 1954–1958 | Robert Forbes Woodward        | |
| 1958–1961 | Whiting Willauer              | |
| 1961–1967 | Raymond L. Telles Jr.         | |
| 1967–1969 | Clarence A. Boonstra          | |
| 1970–1972 | Walter Christian Ploeser      | |
| 1972–1974 | Viron Peter Vaky              | |
| 1975–1977 | Terence Alphonso Todman       | |
| 1977–1980 | Marvin Weissman               | |
| 1980–1983 | Francis J. McNeil             | |
| 1983–1985 | Curtin Winsor Jr.             | |
| 1985–1987 | Lewis Arthur Tambs            | |
| 1987–1990 | Deane Roesch Hinton           | |
| 1991–1993 | Luis Guinot Jr.               | |
| 1993–1994 | Joseph Beceila                | Chargé d’Affaires ad interim |
| 1994–1997 | Peter John De Vos             | |
| 1997–2001 | Thomas J. Dodd                | |
| 2001–2004 | John J. Danilovich            | |
| 2004–2005 | Douglas M. Barnes             | Chargé d’Affaires ad interim |
| 2005–2008 | Mark Langdale                 | |
| 2008–2009 | Peter E. Cianchette           | |
| 2010–2013 | Anne Slaughter Andrews        | |
| 2013–2015 | Gonzalo Rolando Gallegos      | Chargé d’Affaires ad interim |
| 2015–2017 | Stafford Fitzgerald Haney     | |
| 2017–2021 | Sharon Day                    | |
| 2022–     | Cynthia A. Telles             | |